# Little Rock Open 1979
Il Little Rock Open 1979 è stato un torneo di tennis giocato sul sintetico indoor. È stata la 6ª edizione del torneo che fa parte del Colgate-Palmolive Grand Prix 1979. Si è giocato a Little Rock negli Stati Uniti dal 29 gennaio al 4 febbraio 1979.

## Campioni

### Singolare maschile
Vitas Gerulaitis ha battuto in finale  Butch Walts con il punteggio di 6–2 6–2

### Doppio maschile
Vitas Gerulaitis /  Vladimír Zedník hanno battuto in finale  Phil Dent /  Colin Dibley con il punteggio di 5–7 6–3 7–5